# Pérignat-sur-Allier
 Pérignat-sur-Allier  es una población y comuna francesa, situada en la región de Auvernia, departamento de Puy-de-Dôme, en el distrito de Clermont-Ferrand y cantón de Billom.

## Demografía
| 424 | 471 | 592 | 879 | 1107 | 1246 |
| Para los censos de 1962 a 1999 la población legal corresponde a la población sin duplicidades (Fuente: INSEE [Consultar]) |     |     |     |      |      |